# Nag
Nag (хинди नाग - «Кобра») — индийский противотанковый ракетный комплекс третьего поколения, реализован принцип «выстрелил-забыл», поражение в крышу танка, дальность 3-7 км. Разработка Организации оборонных исследований и разработок (DRDO) в рамках Integrated Guided Missile Development Programme (госпрограммы, стартовавшей в 1980—1982 гг. и нацеленной на создание спектра индийских управляемых ракет — ПТУР, ЗУР малого радиуса, ОТРК малого и среднего радиуса).

## История
Первые 45 тестовых пусков были успешно завершены к 19 марта 2005 года, 8 августа 2008 года завершены испытания разработчиком, в том числе в составе комплекса с носителем NAMICA (модификация выпускающейся по лицензии в Индии советской БМП-2), и индийская армия разместила заказ на поставку 443 ракет и 13 машин NAMICA в течение 3 лет за $49.8 млн.
На испытаниях 20 января 2010 года полевые испытания тепловизионного прицела показали надёжное опознавание и захват цели (танк Т-55) на дистанции 5 км, которая была уничтожена на расстоянии 4 км в полностью автономном режиме. Однако на этих же испытаниях возник вопрос о расширении возможностей надёжной работы в неблагоприятных погодных условиях и на большой дальности (из-за ограничений теплопеленгации, особенно в условиях экстремально высоких температур) и началась разработка варианта с АРГСН миллиметрового диапазона. Первые успешные испытания варианта с АРГСН прошли в июле-сентябре 2013 г.
В июне 2010 была подтверждена скорость реакции на близкие внезапно появляющиеся цели (цель на дистанции 500 м была уничтожена в течение 3 секунд). 16 июля 2010 были завершены сертификационные испытания индийской армии и рекомендовано принятие на вооружение, дабы заменить устаревающие ПТУР 2-го поколения: советские «Конкурс» и итальянские «Milan». Bharat Dynamics Ltd. планировало производство 100 ракет в год. Ряд ближневосточных заказчиков проявили интерес к разработке на Abu Dhabi Defence Expo-2009. Однако последовали задержки со стороны военных, выражавшиеся в частности в изменениях в ТТЗ в последней момент и претензиях к пусковой установке, носителю, пожеланиях по увеличению точности и мощности заряда (хотя на испытаниях в 2009 году армия была полностью удовлетворена поражением движущейся цели в крышу на дистанции 1,8 км, неподвижной — на дистанции 3,1 км, — что полностью соответствовало требованиям ТТЗ).
В ночных испытаниях в январе 2016 были подтверждены надёжные захват и наведение усовершенствованной ИК-ГСН на дистанции 4 км. На конец 2016 года по прежнему неясна ситуация с поставкой армии усовершенствованных вариантов, несмотря на объявленную армией заинтересованность в 7000 ракет и 200 носителях NAMICA.

## Тактико-технические характеристики
- Масса: 42 кг
- Калибр: 190 мм
- Длина: 1900 мм
- Боевая часть: тандемная кумулятивная, 8 кг
- Размах крыльев: 400 мм
- Средняя скорость полета: 230 м/с
- Дальность пуска: 500 — 4000 м (наземные варианты), до 7-10 км (авиационные)
- РДТТ: малодымный двухрежимный
- Метод наведения: самонаводящаяся, захват цели ГСН перед пуском
- Головка самонаведения: инфракрасная, АРГСН миллиметрового диапазона
- Основной полупроводниковый материал ИК-приёмника: теллурид кадмия-цинка (CdZnTe)
- Вероятность поражения цели с первого пуска: 0.77

## Варианты
Наземный
ПУ на боевой бронированной машине NAMICA (модификация выпускаемой под названием «Sarath» по лицензии в Индии БМП-2) — 12 ракет (8 готовы к пуску).
Переносной
Начата разработка, предполагаемый вес уменьшенной ракеты — 14 кг.
Воздушного базирования
Вариант с АРГСН, дальность пуска до 7-10 км, носитель Jaguar IS
HeliNa
(Helicopter-launched Nag) конструктивно отличный от других вариантов вертолетная версия с дальностью 7-8 км, ПУ сдвоенное, носители — HAL Dhruv and HAL Light Combat Helicopter. Первые тесты в 2011, в том числе с перенацеливанием ракеты в полете (принцип "захват после пуска). Для реализации данного режима введено 2-стороннее радиокомандное управление. Тест на полную дальность в 2014.